# Ethyl(dimethylaminopropyl)karbodiimid
Ethyl(dimethylaminopropyl)karbodiimid (zkráceně EDC, EDAC nebo EDCI) je ve vodě rozpustný karbodiimid nejčastěji používaný ve formě hydrochloridu. Obvykle se používá při pH 4 až 6. Nejčastěji slouží k aktivaci karboxylových skupin při syntéze amidů z aminů. Lze jej také použít na aktivování fosfátových skupin při přípravě fosfomonoesterů a fosfodiesterů. K častým oblastem využití EDC patří syntéza peptidů, navazování bílkovin na nukleové kyseliny a příprava imunokonjugátů. Ve směsi s N-hydroxysukcinimidem slouží k imobilizaci velkých biomolekul.

## Příprava
EDC je možné zakoupit, dá se však též připravit v laboratoři; nejprve reaguje ethylisokyanát s N,N-dimethylpropan-1,3-diaminem za vzniku močoviny, která se poté dehydratuje.

## Mechanismus účinku

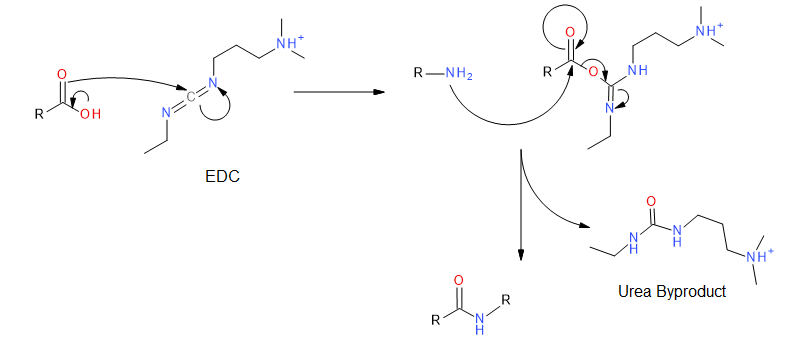
Mechanismus spojování karboxylových kyselin a and aminů v kyselém prostředí pomocí ED; čtyřstěnný meziprodukt a aminolýza nejsou znázorněny.

EDC se používá na přípravu aktivních esterů reakcemi primárních aminů s karboxylovými kyselinami. Reakce začíná atakem karbodiimidové skupiny EDC karbonylem, po kterém dojde k přesunu protonů. Následně primární amin reaguje s karbonylovým uhlíkem kyseliny, čímž se vytvoří čtyřstěnný meziprodukt, a následně se odštěpí močovina, čímž vznikne konečný produkt.